# Joaquin Phoenix

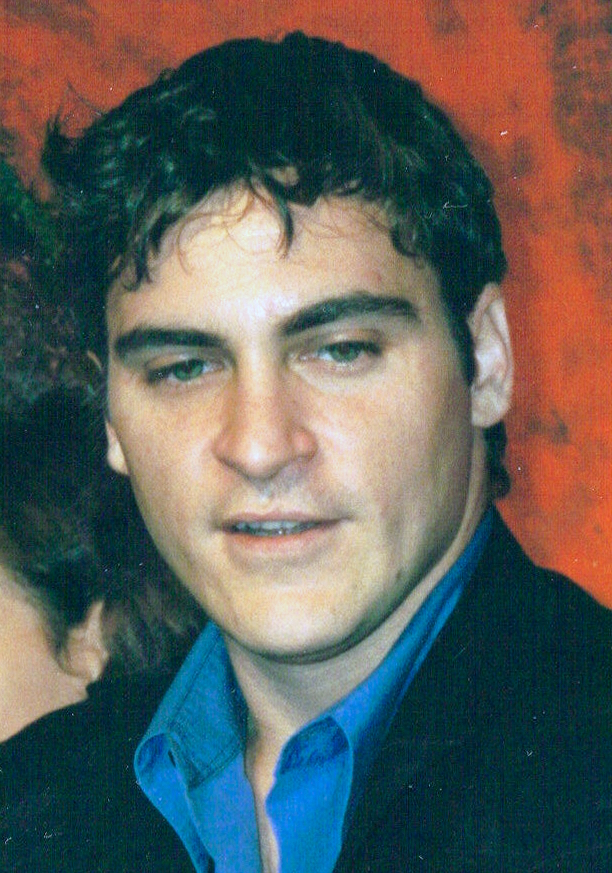
Joaquin Phoenix vid Filmfestivalen i Cannes 2002.

Joaquin Phoenix (/hwɑːˈkiːn ˈfiːnɪks/), tidigare känd som Leaf Phoenix, ursprungligen Joaquin Rafael Bottom, född 28 oktober 1974 i San Juan i Puerto Rico, är en amerikansk skådespelare, producent och djurrättsaktivist. 
Phoenix började sin karriär som barnskådespelare men blev internationellt känd först för sin roll som Commodus i filmen Gladiator (2000) som också gav honom en första Oscarnominering. Han hyllades sedan av kritiker för sin skildring av den ikoniska countrylegenden Johnny Cash i filmen Walk the Line (2005) som följdriktigt gav en andra nominering till en Oscar. 
Sin tredje nominering fick Phoenix för rollen som Freddie Quell i The Master från 2012. Till sist skulle det bli en Oscarsstatyett – efter en fjärde nominering; detta för huvudrollen i filmen Joker från 2019.
Phoenix är även känd för att ha spelat i filmer Signs (2002) och Her (2013).
Vid sidan om sin filmkarriär har Phoenix också verkat som musikregissör och producent för olika filmer och TV-serier. Under produktionen av Walk the Line sjöng han på filmens soundtrack, vilket gav honom en Grammy.

## Biografi
Joaquin Phoenix föddes som Joaquín Rafael Bottom, som det tredje barnet av fem, i San Juan, Puerto Rico där han bodde tills han var sex år gammal. Hans syskon är River Phoenix (1970–1993), Rain (1972–), Liberty (1976–) och Summer (1978–).
Phoenixs far, John Lee Bottom, är av engelskt, tyskt och franskt ursprung. Hans mor Arlyn, född Dunetz, föddes av judiska föräldrar som hade emigrerat från Ryssland och Ungern. Hans föräldrar gifte sig 1969 och blev medlemmar i den religiösa sekten Familjen, tidigare kallad Guds barn, och började resa runt i Sydamerika. De blev så småningom desillusionerade av sekten år 1978 och flyttade tillbaka till USA. De bytte sitt efternamn till "Phoenix" för att symbolisera en ny början. Det var vid denna tid som Joaquin började kalla sig själv för Leaf, för att få ett naturrelaterat namn som sina syskon. Leaf var namnet han använde som barnskådespelare tills han ändrade tillbaka det till Joaquin i 15-årsåldern.
För att kunna försörja familjen uppträdde barnen på gator och vid olika talangtävlingar där de sjöng och spelade instrument. Hans mor började arbeta som sekreterare för NBC och hans pappa arbetade som landskapsarkitekt. Phoenix och hans syskon blev så småningom upptäckta av en av Hollywoods ledande agenter för barn, Iris Burton, som gav de fem barnen filmjobb. Det var mest reklam och framträdanden i TV-serier. Joaquin hann etablera sig som barnskådespelare innan han bestämde sig för att dra sig tillbaka från skådespelandet en tid och reste till Mexico och Sydamerika med sin far.
Phoenix kom tillbaka i rampljuset under tragiska omständigheter. Den 31 oktober 1993 avled hans bror, River Phoenix, av en överdos utanför nattklubben The Viper Room, som då ägdes av Johnny Depp. Joaquins samtal till ambulansen för att rädda sin bror spelades in och blev uppspelat på radio och TV. Medias plötsliga intrång i hans liv visade sig vara överväldigande och återigen drog han sig tillbaka från rampljuset. Ett år senare, efter påtryckningar från sina vänner, återinträdde Phoenix motvilligt i filmyrket.

### Framgångar på vita duken
Phoenix gästmedverkade i TV-serier med sin bror River. Dessa var hans första filmjobb. Hans filmdebut var i SpaceCamp (1986). Hans första huvudroll var i filmen Russkies (1987) och han medverkade även i Ron Howards film Parenthood (1989) med bland andra Steve Martin. Han kallade sig under denna tid för Leaf Phoenix. Under sin comeback tog Phoenix tillbaka sitt förnamn "Joaquin". Han fick ofta biroller som osäkra karaktärer med en mörk sida. Han fick positiva recensioner för sina skildringar av olika karaktärer i filmerna To Die For (1995) med Nicole Kidman, Oliver Stones film U-turn med Sean Penn och Jennifer Lopez, Inventing the Abbotts (1997) med Liv Tyler och som den romerska kejsaren Commodus i Ridley Scotts film Gladiator som han blev Oscarnominerad för i kategorin Bästa manliga biroll.
Han medverkade även i M. Night Shyamalans film Signs med Mel Gibson, It's All About Love (2003) med Claire Danes och Sean Penn. Han gjorde rösten som Kenai i Disneys animerade film Brother Bear (2004), ännu en film av M. Night Shyamalans; The Village med Adrien Brody och Hotel Rwanda med Don Cheadle och Nick Nolte. Han spelade även en brandman i filmen Ladder 49 (2004) med John Travolta.
Phoenix tilldelades rollen som countrylegenden Johnny Cash i den biografiska filmen Walk The Line (2005) efter att Cash själv godkänt honom. Både Phoenix och hans motspelerska Reese Witherspoon hyllades av kritiker för sina roller och Phoenix fick sin andra Oscarnominering, denna gång i kategorin Bästa manliga huvudroll. Han vann bland annat en Golden Globe för rollen och även en Grammy då han sjöng och spelade i filmens soundtrack. Phoenixs film I'm Still Here släpptes år 2010. Han tog därefter en självpåtagen paus från skådespelandet i två år.
Phoenix återvände till filmkarriären i Paul Thomas Andersons film The Master år 2012, med Amy Adams och Philip Seymour Hoffman. Han blev återigen hyllad av kritikerna och fick sin tredje Oscarnominering, sin andra i kategorinBästa manliga huvudroll. Phoenix hade 2013 huvudrollen i den kritikerrosade filmen Her av Spike Jonze där han medverkade med Amy Adams och Scarlett Johansson.
Joaquin Phoenix återförenades med regissören Paul Thomas Anderson i Inherent Vice vilket är den första adaptionen av en Thomas Pynchon-bok, Inneboende brist tillsammans med Reese Witherspoon, Josh Brolin och Benicio Del Toro. Filmen hade premiär 12 december 2014.
Phoenix medverkade  år 2015 i Woody Allens film Irrational Man tillsammans med Emma Stone.
Vid Filmfestivalen i Cannes 2017 utsågs Phoenix till Bästa manliga skådespelare för sin insats i Lynne Ramsays film You Were Never Really Here.
Vid Oscarsgalan 2020 vann Phoenix en Oscar för bästa manliga huvudroll för sin gestaltning av Jokern i filmen Joker från 2019.

### Udda beteende skapade debatt
I februari 2009 framträdde Phoenix i amerikansk TV, i The Late Show with David Letterman, för att tala om sin film Two Lovers. Under intervjun gav Phoenix ett extremt frånvarande intryck och svarade knappt på några frågor. Han hade odlat ett stort, svart skägg, bar mörka solglasögon och verkade ta illa vid sig av publikens skratt till värden Lettermans kvicka kommentarer kring hans uppenbart märkliga beteende. Intervjun avslutades med att Letterman sa "...Joaquin, I'm sorry you couldn't be here tonight...", (Joaquin, det var tråkigt att du inte kunde vara närvarande här ikväll...). Frågor restes genast rörande Phoenix hälsa och många menade att han var i akut behov av hjälp. 
Regissören (och Phoenix dåvarande svåger) Casey Affleck erkände dock senare, mer än ett år efter händelsen, för The New York Times, i september 2010, att Phoenix förvandling till knarkande rappare varit en del av den fiktiva dokumentären I'm still here, och att besöket hos Letterman ingått i skeendet.

## Privatliv
Joaquin Phoenix är yngre bror till River Phoenix. Han är förlovad med skådespelaren Rooney Mara. I slutet av september 2020 meddelades att de har en son, som heter River efter Phoenix avlidne bror. I juni 2024 fick paret sitt andra barn. 
Phoenix är precis som sina syskon strikt vegan, och har engagerat sig i rörelsen "end speciesism".

## Filmografi
| År   | Titel                                 | Roll                  | Noter                                                     |
| ---- | ------------------------------------- | --------------------- | --------------------------------------------------------- |
| 1982 | Seven Brides for Seven Brothers       | Travis                | TV-serie, avsnitt: "Christmas Song"                       |
| 1984 | Stuntmannen                           | Kid                   | TV-serie, avsnitt: "Terror U"                             |
| 1984 | ABC Afterschool Special               | Robby Ellsworth       | TV-serie, avsnitt: "Backwards: The Riddle of Dyslexia"    |
| 1984 | Spanarna på Hill Street               | Daniel                | TV-serie, avsnitt: "The Rise and Fall of Paul the Wall"   |
| 1984 | Mord och inga visor                   | Billy Donovan         | TV-serie, avsnitt: "We're Off to Kill the Wizard"         |
| 1985 | Kids Don't Tell                       | Frankie               |                                                           |
| 1986 | Alfred Hitchcock Presents             | Pagey Fisher          | TV-serie, avsnitt: "A Very Happy Ending"                  |
| 1986 | Morningstar/Eveningstar               | Doug Roberts          | TV-serie, 7 avsnitt                                       |
| 1986 | SpaceCamp                             | Max Graham            |                                                           |
| 1987 | Russkies                              | Danny                 |                                                           |
| 1989 | The New Leave It to Beaver            | Kyle Cleaver          | TV-serie, avsnitt: "Still the New Leave It to Beaver"     |
| 1989 | Superboy                              | Billy Hercules        | TV-serie, avsnitt: "Little Hercules"                      |
| 1989 | Föräldraskap                          | Garry Buckman         |                                                           |
| 1995 | Till varje pris                       | Jimmy Emmett          |                                                           |
| 1997 | Inventing the Abbotts                 | Doug Holt             |                                                           |
| 1997 | U-Turn                                | Toby N. Tucker        |                                                           |
| 1998 | Return to Paradise                    | Lewis McBride         |                                                           |
| 1998 | Clay Pigeons                          | Clay Bidwell          |                                                           |
| 1999 | Super 8                               | Max California        |                                                           |
| 2000 | The Yards                             | Willie Gutierrez      |                                                           |
| 2000 | Gladiator                             | Commodus              |                                                           |
| 2000 | Quills                                | Abbé de Coulmier      |                                                           |
| 2001 | Buffalo Soldiers                      | Ray Elwood            |                                                           |
| 2002 | Signs                                 | Merrill Hess          |                                                           |
| 2003 | It's All About Love                   | John                  |                                                           |
| 2003 | Björnbröder                           | Kenai                 | Röstroll                                                  |
| 2004 | The Village                           | Lucius Hunt           |                                                           |
| 2004 | Hotel Rwanda                          | Jack Daglish          |                                                           |
| 2004 | Ladder 49                             | Jack Morrison         |                                                           |
| 2005 | Earthlings                            | Berättare             | Röst, dokumentär                                          |
| 2005 | Walk the Line                         | Johnny Cash           |                                                           |
| 2007 | We Own the Night                      | Bobby Green           | Även producent                                            |
| 2007 | Reservation Road                      | Ethan Learner         |                                                           |
| 2008 | Two Lovers                            | Leonard Kraditor      |                                                           |
| 2010 | I'm Still Here                        | Sig själv             | Fiktiv dokumentärfilm, även manusförfattare och producent |
| 2012 | The Master                            | Freddie Quell         |                                                           |
| 2013 | The Immigrant                         | Bruno Weiss           |                                                           |
| 2013 | Her                                   | Theodore Twombly      |                                                           |
| 2014 | Inherent Vice                         | Larry "Doc" Sportello |                                                           |
| 2015 | Irrational Man                        | Abe Lucas             |                                                           |
| 2015 | Unity                                 | Berättare             | Röst, dokumentär                                          |
| 2017 | You Were Never Really Here            | Joe                   |                                                           |
| 2018 | Don't Worry, He Won't Get Far on Foot | John Callahan         |                                                           |
| 2018 | Mary Magdalene                        | Jesus                 |                                                           |
| 2018 | Dominion                              | Berättare             | Röst, dokumentär                                          |
| 2018 | The Sisters Brothers                  | Charlie Sisters       |                                                           |
| 2019 | Joker                                 | Arthur Fleck / Jokern |                                                           |
| 2020 | Guardians of Life                     | Kirurg                | Kortfilm                                                  |
| 2021 | C'mon C'mon                           | Johnny                |                                                           |
| 2023 | Beau Is Afraid                        | Beau                  |                                                           |
| 2023 | Napoleon                              | Napoleon Bonaparte    |                                                           |
| 2024 | Joker: Folie à Deux                   | Arthur Fleck / Jokern |                                                           |